# レール・エール・ブルー
『レール・エール・ブルー』 (rail aile bleue) は、唐沢一義による日本の漫画作品。『月刊ガンガンJOKER』（スクウェア・エニックス）2009年9月号から2010年7月号まで連載された。

## ストーリー
パリ・エスト駅からヴェネツィア・サンタ・ルチア駅までを1泊2日で結び、別名「蒼い翼」として知られる高級寝台列車エール・ブルー号。このエール・ブルー号の創業家であるカートライト家では創始者の方針により代々、長子はエール・ブルー号に乗務し現場でサービスの基礎を学ぶことが義務付けられていた。
創始者から数えて4代目となるガーニャも18歳を迎え、現在のオーナーである父からエール・ブルー号の食堂車への配属を命じられる。そして、ガーニャは指導担当の正乗務員・アルベールに呆れられながらも列車内で起きる様々な難題を乗り越え、知識と経験を身に付けて着実に成長して行く。

## 登場人物
ガーニャ・カートライト
主人公。エール・ブルー号の創始者である曾祖父が遺した家訓に従い、18歳になったのを機に出自を隠しエール・ブルー号の見習い乗務員となった。中性的な容姿で劇中にも本当は女じゃないか言われるほどで読者からも性別がわからないといわれたほど。
アルベール・ラリック
エール・ブルー号食堂車のウェイター。正乗務員の証である紋章を身に付けている。ガーニャが最初に食堂車へ配属されて以来、指導を担当している。エール・ブルーの理念である「お客様には決して "non" （いいえ）と言わない」を自身のモットーとし、自分にも他人にも厳しく、ガーニャを褒めることは滅多に無いがガーニャが難題に直面した時は人知れず助け船を出す人格者でもある。
クレン・ウェルナー
エール・ブルー号寝台車のスチュワード。アルベールと違って穏やかで人当たりの良い性格だが、アルベールに対して過剰なまでのライバル意識を燃やしており、自分とアルベールを他人に比較されることをひどく嫌う。